# 国立追悼施設を考える会
国立追悼施設を考える会（こくりつついとうしせつをかんがえるかい）は、2005年11月に発足した日本の超党派の議員連盟。

## 概要
靖国神社問題の解決策として、新しい「国立追悼施設」の在り方を検討することを目的に2005年11月9日発足。自民党、民主党、公明党から約100人が参加した。
設立時の会長は山崎拓（自民党）、副会長は冬柴鐵三（公明党）及び鳩山由紀夫（民主党）である。山崎拓など、みんなで靖国神社に参拝する国会議員の会と同時に参加した議員も存在する。
形式としては特定の宗教によらない全国戦没者追悼式の常設版、施設としては千鳥ケ淵戦没者墓苑の拡充案なども議論されている。

## 所属議員一覧

### 自民党
- 渡海紀三朗

### 立憲民主党
- 末松義規
- 平岡秀夫
- 田名部匡代

## 在籍した元議員
- 鳩山由紀夫（民主党）
- 仙谷由人（民主党）
- 江田五月（民主党）
- 輿石東（民主党）
- 福田康夫（自民党）
- 加藤紘一（自民党）
- 森山眞弓（自民党）
- 山崎拓（自民党）
- 冬柴鐵三（公明党）
- 遠藤乙彦（公明党）